# 锥花绿绒蒿
锥花绿绒蒿（学名：Meconopsis paniculata），为罂粟科绿绒蒿属下的一个种。

## 扩展阅读
維基物種上的相關：锥花绿绒蒿